# آنتونیو تارتالیونه
آنتونیو تارتالیونه (انگلیسی: Antonio Tartaglione؛ زادهٔ ۲۱ اوت ۱۹۹۸) بازیکن فوتبال است.
از باشگاه‌هایی که در آن بازی کرده‌است می‌توان به باشگاه فوتبال پیستویزه اشاره کرد.